# Daniel Johnson (fils)
Pour les articles homonymes, voir Johnson et Daniel Johnson.
Daniel Johnson, né le 24 décembre 1944 à Montréal (Québec), est un homme politique québécois. Membre du Parti libéral du Québec, il est premier ministre du Québec du 11 janvier au 26 septembre 1994.
Il est député à l'Assemblée nationale du Québec de la circonscription de Vaudreuil-Soulanges de 1981 à 1989 et de Vaudreuil de 1989 à 1998.

## Biographie
Né le 24 décembre 1944 à Montréal, Daniel Johnson est le fils de Daniel Johnson (père), premier ministre du Québec de 1966 à 1968, et de Reine Gagné, et le frère de Pierre Marc Johnson, premier ministre du Québec du 3 octobre au 12 décembre 1985.
Il est diplômé en droit de l'Université de Montréal en 1966. En 1967, il est admis au Barreau du Québec.
Daniel Johnson obtient aussi une maîtrise en droit en 1968 et un doctorat en droit en 1971 de l'Université de Londres.
Il obtient une maîtrise en administration d'affaires du Harvard Business School en 1973. Johnson lance immédiatement sa carrière en affaires et travaille pour Power Corporation du Canada de 1973 à 1981. Il est vice-président de Power Corp. de 1978 à 1981.

### Vie politique
Il est élu à l'Assemblée nationale du Québec en 1981 comme député de la circonscription de Vaudreuil-Soulanges sous l'étiquette du Parti libéral du Québec.
En 1983, il brigue la direction du Parti libéral du Québec.
En 1989, il est à nouveau élu député de la nouvelle circonscription de Vaudreuil (circonscription provinciale) à la suite du redécoupage de la carte électorale du Québec.

#### Premier ministre du Québec
En janvier 1994, il devient premier ministre du Québec à la suite de la démission du chef du Parti libéral Robert Bourassa,.
Durant son mandat de premier ministre, Johnson poursuit les efforts de réduction des dépenses et de privatisation afin de redresser les finances publiques du Québec,.
Aux élections de septembre 1994, il est défait par le Parti québécois de Jacques Parizeau.

#### Campagne contre la séparation du Québec
Durant le référendum québécois de 1995, il est le porte-parole officiel du « Non », en opposition au projet de souveraineté du Parti québécois,,.

#### L'après référendum
Il est chef du Parti libéral du Québec et chef de l'opposition jusqu'en 1998, quand il est remplacé par Jean Charest. Il aurait entretenu une rivalité politique avec Pierre Paradis.

### Après la vie politique
Depuis 1998, on a vu Daniel Johnson intégrer les domaines suivants, :
- Avocat-conseil au cabinet d'avocats McCarthy Tétrault (1998)
- Membre du conseil d'administration de Bombardier (1999)
- Groupe Investors
- Société Financière IGM
- Mackenzie[Lequel ?]
- Ezeflow
- Commission d'analyse des projets d'implantation du CHUM  (2003)
- Comité triennal de la rémunération des juges (2007 - 2010)
- Banque du Canada  (2008 - 2013)
- génie-consel Exp  (2014)
- Ministère des Transports du Québec (2011-2013)
- Cabinet de campagne du CHUM  (2015)
- Président du conseil d'administration de CSeries de Bombardier  (2016)

### Consul honoraire
Daniel Johnson est depuis 2002 consul honoraire de Suède, à Montréal,,.

## Vie privée
Il épouse en 1993 la skieuse Suzanne Marcil, fille de  l'officier de marine George Marcil (hypothèque) et l'historienne Eileen Reid.

## Hommages
Voici les titres qui ont jusqu'à ce jour été attribués à Daniel Johnson :
- Grand officier de l'Ordre de la Pléiade le 28 janvier 2000
- Grand officier de l'Ordre national du Québec 19 juin 2008
- Grand officier de l'Ordre de Grand Croix le 17 mars 2010

## Résultats électoraux
|       | Nom                      | Parti                  | Nombre de voix | %      | Maj.  |
| ----- | ------------------------ | ---------------------- | -------------- | ------ | ----- |
|       | Daniel Johnson (sortant) | Libéral                | 24 849         | 59,5 % | 9 107 |
|       | Réjean Boyer             | Parti québécois        | 15 742         | 37,7 % | -     |
|       | Yves Marie Christin      | Vert                   | 512            | 1,2 %  | -     |
|       | Dominique Côté           | Souveraineté du Québec | 334            | 0,8 %  | -     |
|       | Germain Viscasillas      | Loi naturelle          | 324            | 0,8 %  | -     |
| Total | Total                    | Total                  | 41 761         | 100 %  |       |

|       | Nom                 | Parti             | Nombre de voix | %      | Maj.  |
| ----- | ------------------- | ----------------- | -------------- | ------ | ----- |
|       | Daniel Johnson      | Libéral           | 16 146         | 51,4 % | 5 671 |
|       | Dominique Janelle   | Parti québécois   | 10 475         | 33,3 % | -     |
|       | Lawrence Joffre     | Parti Unité       | 2 852          | 9,1 %  | -     |
|       | Yves Marie Christin | Vert              | 1 766          | 5,6 %  | -     |
|       | Umberto Pucacco     | Crédit social uni | 171            | 0,5 %  | -     |
| Total | Total               | Total             | 31 410         | 100 %  |       |

|       | Nom                      | Parti               | Nombre de voix | %      | Maj.   |
| ----- | ------------------------ | ------------------- | -------------- | ------ | ------ |
|       | Daniel Johnson (sortant) | Libéral             | 23 440         | 64,4 % | 11 566 |
|       | Gilles Thibault          | Parti québécois     | 11 874         | 32,6 % | -      |
|       | Marc Turgeon             | NPD Québec          | 924            | 2,5 %  | -      |
|       | Daniel Ménard            | Socialisme chrétien | 181            | 0,5 %  | -      |
| Total | Total                    | Total               | 36 419         | 100 %  |        |

|       | Nom                        | Parti             | Nombre de voix | %      | Maj.  |
| ----- | -------------------------- | ----------------- | -------------- | ------ | ----- |
|       | Daniel Johnson             | Libéral           | 18 992         | 51,6 % | 1 955 |
|       | Louise Cuerrier (sortante) | Parti québécois   | 17 037         | 46,3 % | -     |
|       | Adrien Rhéaume             | Union nationale   | 491            | 1,3 %  | -     |
|       | Gaétan Prévost             | Indépendant       | 246            | 0,7 %  | -     |
|       | Denise Ranger              | Crédit social uni | 66             | 0,2 %  | -     |
| Total | Total                      | Total             | 36 832         | 100 %  |       |

## Résultats électoraux du Parti libéral du Québec sous Johnson
| Partis | Partis                 | Chef               | Candidats | Sièges | Sièges | Voix      | Voix   | Voix    |
| Partis | Partis                 | Chef               | Candidats | 1989   | Élus   | Nb        | %      | +/-     |
| --- | ---------------------- | ------------------ | --------- | ------ | ------ | --------- | ------ | ------- |
| | Parti québécois        | Jacques Parizeau   | 125       | 29     | 77     | 1 751 442 | 44,8 % | +4,59 % |
| | Libéral                | Daniel Johnson     | 125       | 92     | 47     | 1 737 698 | 44,4 % | -5,55 % |
| | Action démocratique    | Mario Dumont       | 80        | -      | 1      | 252 721   | 6,5 %  | -       |
| | NPD Québec             | Jocelyne Dupuis    | 41        | -      | -      | 33 269    | 0,9 %  | -0,37 % |
| | Loi naturelle          |                    | 102       | -      | -      | 33 206    | 0,8 %  | -       |
| | Égalité                | Keith Henderson    | 17        | 4      | -      | 11 526    | 0,3 %  | -3,67 % |
| | Souveraineté du Québec |                    | 19        | -      | -      | 5 566     | 0,1 %  | -       |
| | Vert                   | Éric Ferland       | 11        | -      | -      | 5 499     | 0,1 %  | -1,85 % |
| | Parti citron           | Denis R. Patenaude | 10        | -      | -      | 4 087     | 0,1 %  | -0,12 % |
| | Canada !               |                    | 10        | -      | -      | 2 567     | 0,1 %  | -       |
| | République du Canada   |                    | 18        | -      | -      | 2 258     | 0,1 %  | -0,01 % |
| | Développement Québec   |                    | 11        | -      | -      | 1 876     | 0 %    | -       |
| | Parti innovateur       |                    | 11        | -      | -      | 1 861     | 0 %    | -       |
| | Parti économique       |                    | 9         | -      | -      | 1 759     | 0 %    | -       |
| | Marxiste-léniniste     |                    | 13        | -      | -      | 1 171     | 0 %    | -0,09 % |
| | Communiste             | Ginette Gauthier   | 10        | -      | -      | 1 062     | 0 %    | +0,01 % |
| | Indépendant            | Indépendant        | 68        | -      | -      | 66 221    | 1,7 %  | +0,82 % |
| Total | Total                  | Total              | 680       | 125    | 125    | 3 913 789 | 100 %  |         |
| Le taux de participation lors de l'élection était de 81,6 % et 78 239 bulletins ont été rejetés. Il y avait 4 893 465 personnes inscrites sur la liste électorale pour l'élection. |                        |                    |           |        |        |           |        |         |

### Archives
- Fonds Daniel Johnson (P677) - Bibliothèque et Archives nationales du Québec (BAnQ)